# Stenocercus limitaris
Stenocercus limitaris — вид ігуаноподібних ящірок родини Tropiduridae. Мешкає в Еквадорі і Перу.

## Поширення і екологія
Stenocercus limitaris мешкають на західних схилах Анд на півдні Еквадору, у верхів'ях річки Чіра в провінціях Ель-Оро і Лоха, а також на півночі Перу, в регіонах П'юра і Тумбес. Вони живуть у вологих тропічних лісах, трапляються на плантаціях і пасовищах. Зустрічаються на висоті від 600 до 2200 м над рівнем моря.

## Збереження
МСОП класифікує цей вид як вразливий. Stenocercus limitaris загрожує знищення природного середовища.